# Jota Aviation
Jota Aviation es una aerolínea chárter británica con sede en el Aeropuerto Biggin Hill de Londres, Reino Unido.
Jota Aviation Limited posee una Licencia de Operación de Tipo A de la Autoridad de Aviación Civil del Reino Unido N.º 2376. Tiene permitido transportar pasajeros, carga y correo en aeronaves con 20 o más asientos.

## Historia
Jota Aviation fue fundada en 2009, para satisfacer las demandas de viajes y carga de la industria del automovilismo. Se expandió hasta convertirse en una empresa especializada en vuelos chárter y gestión de aeronaves, que ofrece respuesta las 24 horas del día desde su base en el aeropuerto Southend de Londres. La aerolínea fue una vez el mayor operador de aviones King Air en Europa.
La compañía ofrece vuelos chárter de arrendamiento de aeronaves en su British Aerospace 146.
El 11 de enero de 2016, JOTA anunció la incorporación a su flota de un avión Avro RJ 85. Se entregó el 5 de abril de 2016.
El 20 de febrero de 2017, JOTA recibió un Avro RJ100, registro G-JOTS, ex Brussels Airlines con Matrícula OO-DWJ.
El 10 de abril de 2018, JOTA anunció una expansión de su flota de carga con la compra de 4 BAe 146-300, el primero de los cuales, se esperaba que el registro G-JOTE entrara en servicio el 1 de junio de 2018.

## Flota

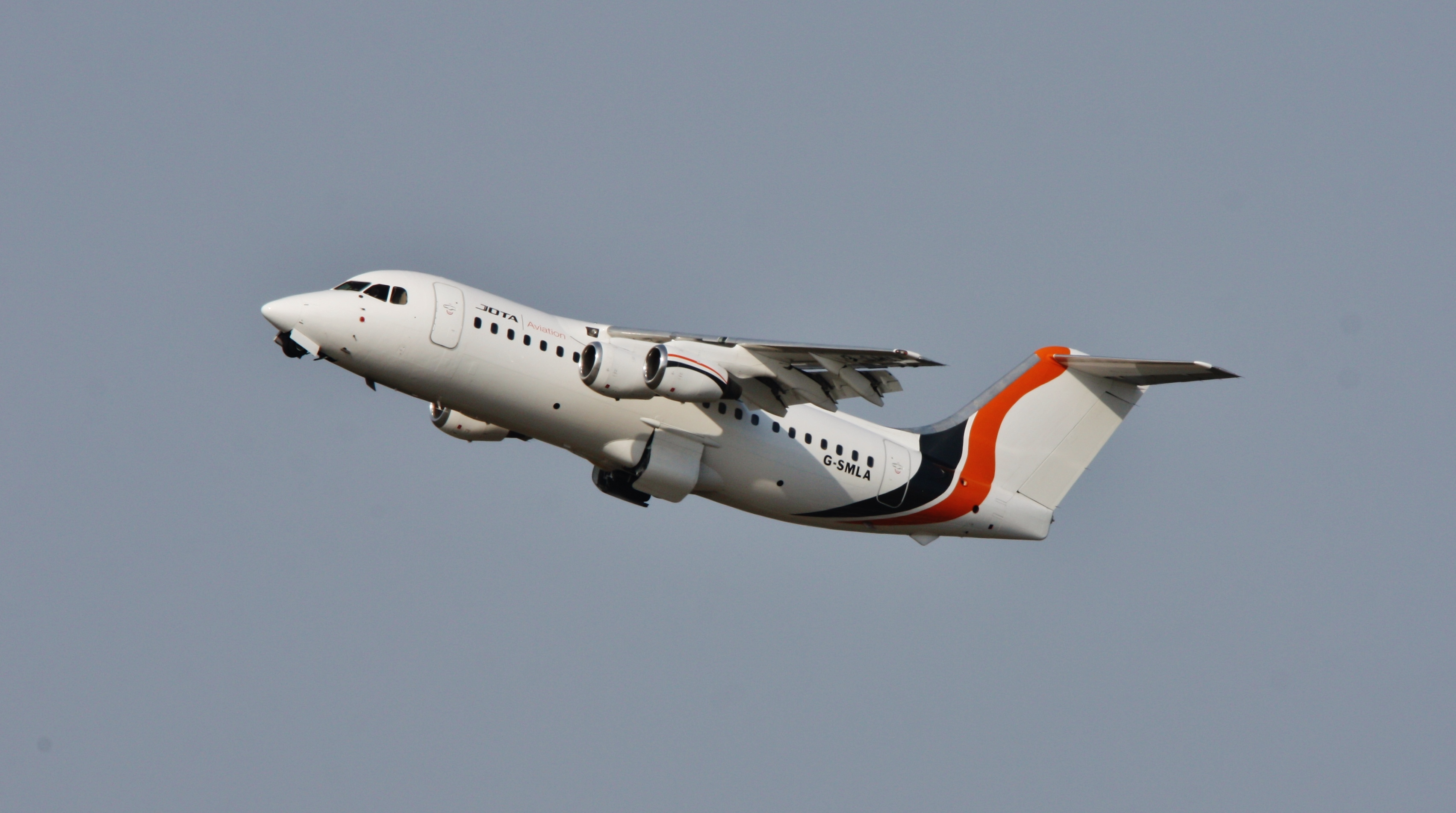
Un British Aerospace 146 de Jota Aviation despegando

Jota Aviation posee y opera las siguientes aeronaves (a octubre de 2020):
| Aeronave   | En Servicio | En Orden | Pasajeros |                             |   |   |              |
| ---------- | ----------- | -------- | --------- | --------------------------- | - | - | ------------ |
| Aeronave   | En Servicio | En Orden | Pasajeros | British Aerospace 146-300QT | 3 | — | Son de Carga |
| Avro RJ100 | 1           | —        | 97        |                             |   |   |              |
| Avro RJ85  | 1           | —        | 95        |                             |   |   |              |
| Total      | 5           | —        |           |                             |   |   |              |